# Malanea grandis
Malanea grandis är en måreväxtart som beskrevs av Henry Hurd Rusby. Malanea grandis ingår i släktet Malanea och familjen måreväxter.
Artens utbredningsområde är Bolivia. Inga underarter finns listade i Catalogue of Life.